# Charlie Chan et le Dragon volant
Charlie Chan et le Dragon volant (Sky Dragon) est une comédie d'aventure américaine réalisé par Lesley Selander, sorti en 1949.

## Fiche technique
Sauf indication contraire, les informations mentionnées dans cette section peuvent être confirmées par la base de données cinématographiques IMDb,  présente dans la section « Liens externes ».
- Titre original : Sky Dragon
- Titre français : Charlie Chan et le Dragon volant
- Réalisation : Lesley Selander
- Scénario : Oliver Drake, d'après les personnages créés par Earl Derr Biggers
- Direction artistique : Dave Milton
- Musique :
- Photographie : William A. Sickner
- Montage : Roy Livingston (en)
- Décors : Raymond Boltz Jr.
- Production : James S. Burkett
- Société de production : Monogram Productions
- Distribution : Monogram Studios
- Pays :  États-Unis
- Genre : comédie, film d'aventure, thriller
- Durée : 64 minutes
- Dates de sortie :
  - États-Unis : 27 avril 1949
  - France : 24 juillet 1953

## Distribution
- Roland Winters : Charlie Chan
- Mantan Moreland : Birmingham Brown
- Keye Luke : Lee Chan
- Noel Neill : Jane Marshall
- Tim Ryan : lieutenant Mike Ruark
- Iris Adrian : Wanda LaFern
- Elena Verdugo : Connie Jackson, alias Marie Burke
- Milburn Stone : capitaine Tim Norton
- Lyle Talbot : Andrew J. Barrett
- Steve Pendleton : garde Ben Edwards